# Tuchom
Tuchom (kaszub. Tëchóm) – wieś kaszubska w Polsce położona w województwie pomorskim, w powiecie kartuskim, w gminie Żukowo, przy drodze krajowej nr 20 Stargard – Szczecinek – Gdynia, w sąsiedztwie Jeziora Tuchom. Wieś jest siedzibą sołectwa Tuchom. Integralna część Tuchomia nosi nazwę Tuchomka.
W latach 1975–1998 miejscowość administracyjnie należała do województwa gdańskiego.
Pierwsze wzmianki o lokacji Tuchomia datuje się na wiek XI. W 1283 r. Mściwój II oddaje Tuchom cystersom z pobliskiej Oliwy.
Inne miejscowości z prefiksem Tuchom: Tuchomie, Tuchomko, Tuchomka, Borzytuchom.